# Kurt Helbig
Kurt Helbig, né le 28 juin 1901 à Plauen et mort le 30 janvier 1975 dans la même ville, est un haltérophile allemand.

## Palmarès

### Jeux olympiques
- Médaille d'or en -67,5 kg aux Jeux de 1928 à Amsterdam (Pays-Bas)[1]